# 甘諾-魯達埃韋
48°50′29″N 36°29′22″E / 48.84139°N 36.48944°E
漢諾-魯達耶韋（烏克蘭語：Ганно-Рудаєве）是位於烏克蘭東部的村莊，由哈爾科夫州洛佐瓦區的布利茲紐基市鎮負責管轄。該村處於大捷爾尼夫卡河畔，始建於1910年，面積0.23平方公里，海拔高度123米，2001年人口57。